# Lev Kàmenev
Lev Boríssovitx Kàmenev (en rus: Лев Бори́сович Ка́менев), nascut Rosenfeld (18 de juliol de 1883 – 25 d'agost de 1936) va ser un revolucionari bolxevic i un preeminent polític soviètic: fou un dels primers membres del Politburó, el qual presidí entre 1923 i 1924. Va ser el primer cap d'estat de l'Estat Soviètic Rus, precursor de la futura Unió de Repúbliques Socialistes Soviètiques, entre el 9 i el 21 de novembre de 1917.

## Orígens
Kàmenev va néixer a Moscou, fill d'un treballador del ferrocarril jueu i d'una mestressa de casa russa ortodoxa. El 1901 s'uní als  bolxevics i donà suport a Lenin. Va anar a l'escola a Tiflis, Geòrgia, i continuà els seus estudis a la Universitat de Moscou, que van quedar interromputs el 1902 a causa d'una detenció. Des d'aquest moment esdevé revolucionari de manera professional, i treballa a Sant Petersburg, Moscou i Tiflis. A inicis de 1900, Kàmenev va conèixer Olga Kàmeneva, camarada marxista i germana de Lev Trotski, amb qui es casà i tingué dos fills.
Durant un curt viatge a l'estranger el 1902 Kàmenev va conèixer els líders socialdemòcrates russos que vivien a l'exili, inclòs Vladímir Ilitx UIlianov "Lenin", amb qui s'associà i esdevingué un dels col·laboradors més íntims. També visità París, on es trobà amb el grup Iskra. El 1901 s'afilià al Partit Socialista Demòcrata dels Treballadors, i quan el partit es dividí entre  bolxevics i menxevics el 1903, s'uní a la facció bolxevic. Després d'assistir al 34 Congrés del Partit Socialista Demòcrata dels Treballadors a Londres el 1905, Kàmenev tornà a Rússia per participar en la Revolució de 1905 a Sant Petersburg, entre l'octubre i desembre. Tornà a Londres per assistir al 5è Congrés del Partit, on va ser elegit per formar part del Comitè Central del partit i el Centre Bolxevic, al maig de 1907, però va ser detingut només tornar a Rússia. Kàmenev va ser alliberat de la presó el 1908, i marxà amb la seva dona a l'estranger per ajudar Lenin en l'edició de la revista bolxevic Proletaris. Després de la ruptura de Lenin amb un altre líder superior bolxevic, Aleksandr Bogdànov, a mitjans de 1908, Kàmenev i Grigori Zinóviev esdevingueren els ajudants principals de Lenin. Van ajudar-lo a expulsar a Bogdànov i als seus seguidors Otzovist (revocadors) de la facció bolxevic del PSDTR a mitjans de 1909.
El gener de 1910 els leninistes, els seguidors de Bogdànov, així com diverses faccions menxevics tingueren una reunió del Comitè Central del Partit a Paris, on intentaren reunificar el partit. Kàmenev i Zinóviev tenien dubtes sobre la idea, però es veieren obligat a acceptar-ho sota la pressió dels bolxevics conciliadors com Víktor Noguin. Lenin es mostrà obertament oposat a qualsevol reunificació, però estava en minoria entre els líders bolxevics. La trobada assolí una temptativa d'acord, i un dels seus acords va ser que el Pravda de Trotski, amb seu a Viena, fos parcialment finançat per l'orgue central. Kàmenev, cunyat de Trotski, va unir-se al comitè editorial per part dels bolxevics, però les temptatives d'unificació fracassaren l'agost de 1910, quan Kàmenev dimití de l'equip redactor enmig de recriminacions mútues.
Després del fracàs en l'intent de reunificació, Kàmenev continuà treballant a Proletariat i donà classes a l'escola del Partit Bolxevic a Longjumeau, prop de París, la qual havia estat creada com a alternativa a l'escola del partit que Bogdànov havia creat a Capri. El gener de 1912, Kàmenev ajudà a Lenin i a Zinóviev a convèncer els delegats de la Conferència de Praga del Partit Bolxevic per separar-se dels menxevics i dels otzovits. El gener de 1914 va ser enviat a Sant Petersburg per treballar en la versió bolxevic de Pravda i en la facció bolxevic de la Duma. Kàmenev va ser detingut després de l'esclat de la Primera Guerra Mundial i jutjat, on es distancià de la posició antibel·licista de Lenin. Kàmenev va ser exiliat a Sibèria a inicis de 1915, on passà dos anys fins que va ser alliberat per la Revolució de Febrer de 1917.

## Abans de la Revolució de 1917
Després de tornar a Petrograd de l'exili siberià a mitjans de març de 1917, Kàmenev i els membres del Comitè Central Stalin i Matvei Muranov van prendre el control de Pravda, amb Kàmenev formulant una política de suport condicional al nou Govern Provisional Rus i de reconciliació amb els menxevics. Després del retorn de Lenin a Rússia el 3 d'abril de 1917, Kàmenev es resistí a les Tesis d'Abril de caràcter antigovernamental, però poc després s'alineà amb Lenin i li donà suport fins a setembre.
Kàmenev i Zinóviev s'oposaren a la conquesta del poder feta per Lenin a l'octubre de 1917. El 10 d'octubre de 1917, Kàmenev i Zinóviev eren els dos únics membres del Comitè Central que votaren contra una revolta armada. La publicació d'una carta oberta on s'oposaven a l'ús de la força irrità a Lenin, qui demanà la seva expulsió del partit. Però quan els bolxevics encapçalaren el Comitè Militar Revolucionari d'Adolph Joffe i el Soviet de Petrograd presidit per Trotski iniciant l'alçament, Kàmenev i Zinóviev s'uniren. Al Segon Congrés dels Sòviets de Totes dels Rússies, Kàmenev va ser nomenat President del Congrés i President del Comitè Executiu Central de Totes les Rússies. Aquest darrer nomenament equivalia al de Cap d'Estat segons el sistema soviètic, encara que el poder real seguia en mans del Comitè Central Bolxevic.
El 29 d'octubre de 1917, tres dies després que els soviètics es fessin amb el poder durant la Revolució d'octubre, el comitè executiu del Sindicat Nacional de Treballadors del Ferrocarril, Vikzhel, amenaçà amb una vaga a nivell nacional a menys que els bolxevics compartissin el poder amb els altres partits socialistes i apartessin del govern als líders insurrectes, Lenin i Trotski. Zinóviev, Kàmenev i els seus aliats al Comitè Central bolxevic van argumentar que no tenien cap altra opció que negociar car una vaga dels ferrocarrils dificultaria la seva capacitat de lluita contra les forces que encara eren lleials al Govern Provisional. Tot i que Zinóviev i Kàmenev van tenir breument el suport de la majoria del Comitè Central i s'iniciaren les negociacions, un ràpid col·lapse de les forces antibolxevics als afores de Petrograd van permetre a Lenin i a Trotski convèncer el Comitè Central per abandonar el procés de negociacions. Com a resposta, Zinóviev, Kàmenev, Aleksei Ríkov, Vladímir Miliutin i Víktor Noguin dimitiren del comitè Central el 4 de novembre de 1917, i Kàmenev a més dimití del seu càrrec al Comitè Central Executiu. L'endemà, Lenin va escriure una proclama on titllava Zinóviev i Kàmenev de "desertors",  sense oblidar mai el seu comportament, fent una ambigua referència de "l'episodi d'octubre" al seu testament.

## Després de la Revolució de 1917
El 1918 Kàmenev va ser nomenat President del Soviet de Moscou, i poc després, adjunt de Lenin al Sovnarkom (govern) i al Consell de Treball i Defensa. Al març de 1919, Kàmenev va ser escollit membre de ple dret del primer Politburó. La seva relació personal amb el seu cunyat Trotski, que havia estat bona abans de la Revolució de 1917 i durant la Guerra Civil, s'espatllaren a partir de 1920 i durant els propers 15 anys, en què va fer-se amic íntim i aliat de Grigori Zinóviev, un home encara més ambiciós que Kàmenev.

## Amb Zinóviev i Stalin en contra Trotski (1923-24)
Durant la malaltia de Lenin, Kàmenev actuà com a cap de facto al Sovnarkom i al Politburó. Juntament amb Zinóviev i Stalin formà un triumvirat (o troika) al Partit Comunista, jugant un paper clau en la marginalització de Trotski. El triumvirat influí amb molta cura el debat dins del Partit i la selecció de delegats durant la tardor de 1923 per al XII Congrés del Partit, assegurant-se la majoria dels escons. El Congrés, celebrat el gener de 1924, tot just després de la mort de Lenin, denuncià Trotski i el Trotskisme.
Després de la derrota de Trotski al Congrés, les tensions entre Zinóviev i Kàmenev per un costat i amb Stalin per l'altre van pronunciar-se i amenaçaren de destruir la seva fràgil aliança. No obstant això, Zinóviev i, especialment Kàmenev, ajudaren Stalin a mantenir el seu càrrec com a Secretari General del Comitè Central al XIII Congrés del partit, celebrat al maig-juny de 1924, enmig de la controvèrsia pel Testament de Lenin. Després del Congrés, Stalin començà a fer comentaris públics velats aparentment recolzats per Kàmenev i Zinóviev, els quals destruïren la troika.
Però, l'octubre de 1924, Trotski publica Les lliçons d'octubre, un extens sumari dels fets de 1917. A l'article, Trotski descrivia l'oposició de Zinóviev i Kàmenev a la presa del poder per part dels bolxevics el 1917, una cosa que tots dos haurien preferit que mai no s'hagués mencionat. Això inicià una nova ronda de lluites dins del Partit amb Zinóviev i Kàmenev de nou aliats amb Stalin i contra Trotski. Amb diversos seguidors més acusaren Trotski de diversos errors i coses pitjors durant la Guerra Civil Russa, malmetent la seva reputació de tal manera que hagué de Comissari del Poble d'Afers de l'Exèrcit i la Flota i de President del Consell Militar Revolucionari el gener de 1925. Zinóviev demanà que Trotski fos expulsat del Partit Comunista, però Stalin impedí que seguís endavant i hàbilment tingué un paper de moderat.

## Trencament amb Stalin
Amb Trotski fora de combat, el triumvirat Zinóviev-Kàmenev-Stalin començà a desfer-se finalment a inicis de 1925. Ambdós costats passaren la major part de l'any aparentant recolzar-se cara la galeria. Stalin establí una aliança amb el teòric del Partit Comunista i editor del Pravda Nikolai Bukharin i amb el primer ministre Aleksei Ríkov. Zinóviev i Kàmenev, aliats amb la vídua de Lenin Nadejda Krúpskaia i amb Grigori Sokólnikov, Comissari del Poble de Finances i membre sense vot al Politburó. La seva aliança va ser coneguda com la Nova Oposició
Les hostilitats començaren a la reunió del Comitè Central celebrada al setembre de 125, i va ser dirigida al XIV Congrés del Partit, quan Kàmenev demanà públicament la destitució de Stalin del càrrec de Secretari General. Comptant només amb el suport de la delegació de Leningrad (controlada per Zinóviev), Zinóviev i Kàmenev es trobaren en franca minoria sent sonorament derrotats, mentre que Trotski va restar en silenci durant tot el congrés. Zinóviev va ser reelegit pel Politburó, però Kàmenev va ser degradat a membre ple però sense vot, mentre que Sokólnikov va ser exclòs, mentre que Stalin mantenia la majoria dels seus aliats escollits per al Politburó.

## El segon matrimoni
El primer matrimoni de Kàmenev començà a desintegrar-se després de la sonada aventura amb l'escultora britànica Clare Frewen Sheridan el 1920. A finals de la dècada de 1920, deixà Olga Kàmeneva per Tatiana Glebova, amb qui va tenir un fill, Vladímir Glebov

## Amb Trotski i Zinóviev i contra Stalin (1926-27)
Durant una treva en les lluites dins del partit que van tenir lloc durant la primavera de 1926, Zinóviev, Kàmenev i els seus seguidors van gravitar a la vora dels seguidors de Trotski, i ben aviat ambdós grups van formar una aliança, que també incorporà alguns grups d'oposició dins del Partit Comunista més petits. L'aliança passà a ser coneguda com l'Oposició Unida. Durant un nou període de lluites internes entre la reunió del Comitè Central de juliol de 1926 i la XV Conferència, l'octubre de 1926, l'oposició tornà a ser derrotada i Kàmenev perdé el seu escó al Politburó durant el Congrés.
Kàmenev seguí en oposició a Stalin durant 1926 i 1927, amb el resultat que va ser expulsat del Comitè Central l'octubre de 1927. Després de l'expulsió de Trotski i Zinóviev del Partit Comunista el 12 de novembre de 1927, Kàmenev seguí sent el portaveu en cap de l'oposició dins del Partit, representant aquesta posició durant el XV Congrés del Partit al desembre de 1927. El Congrés declarà les opinions de l'Oposició com incompatibles amb la pertinença al Partit, expulsant Kàmenev i dotzenes de líders opositors del partit, obrint el camí per a les expulsions en massa a les files opositores, així com l'exili intern dels líders de l'oposició des d'inicis de 1928.

## Submissió a Stalin (1928-34)
Mentre que Trotski es mantingué ferm en la seva oposició a Stalin després de la seva expulsió del Partit i el subseqüent exili, Zinóviev i Kàmenev capitularen immediatament i van convidar els seus partidaris a seguir-los. Van escriure cartes obertes on reconeixien els seus errors i van tornar a ser admesos al Partit Comunista després de sis mesos d'espera. No van tornar mai a tenir els seus escons al Comitè Central, però se'ls donaren posicions a nivell mitjà dins de la burocràcia soviètica. Kàmenev i, indirectament, Zinóviev, van ser cortejats per Bukharin durant l'estiu de 1928, a l'inici del seu curt i desgraciat enfrontament amb Stalin, cosa de la qual Stalin no trigà a assabentar-se i que va ser usada contra Bukharin com a prova del seu faccionalisme.
Zinóviev i Kàmenev van restar políticament inactius fins a l'octubre de 1932, quan de nou van ser expulsats del Partit Comunista al no informar dels membres del Partit oposicionistes durant l'Afer Riutin. Després d'admetre de nou els seus suposats errors, tornaren a ser admesos al desembre de 1933. Aquest cop van ser obligats a fer discursos autoflagelatòris durant el XVII Congrés del Partit el gener de 1934, quan Stalin estava eliminant els seus adversaris polítics, ja derrotats i profundament penedits.

## Judici i execució
Després de l'assassinat de Serguei Kírov l'1 de desembre de 1934, Stalin inicià la Gran Purga. Zinóviev, Kàmenev i els seus col·laboradors més propers tornaren a ser expulsats del Partit Comunista i detinguts al desembre de 1934. Van ser jutjats el gener de 1935, on van ser obligats a admetre "complicitat moral" amb l'assassinat de Kirov. Zinóviev va ser sentenciat a 10 anys de presó, i Kàmenev a 5. A inicis de 1935, Kàmenev va ser acusat separadament en connexió al Cas del Kremlin i, encara que es negà a confessar, va ser sentenciat a 10 anys de presó.
L'agost de 1936, després de mesos de curosos preparatius i investigacions de la policia secreta de presons, Zinóviev, Kàmenev i 14 més, la majoria d'ells Vells Bolxevics, van tornar a ser jutjats. Aquest cop entre les acusacions estava ser membres d'una organització terrorista que suposadament havia assassinat Kirov i que volien matar Stalin i altres líders del govern soviètic. Aquest Judici dels Setze (o "Judici del Centre Terrorista Trotskista-Zinovievista") va ser el primer Judici-Espectacle de Moscou, i assentà les bases per als següents judicis on els Vells Bolxevics confessaven incesantement crims cada cop més elaborats i monstruosos, incloent espionatge, enverinaments, sabotatges i coses per l'estil. Igual que la resta d'acusats, Kàmenev va ser considerat culpable i afusellat el 25 d'agost de 1936.
L'execució de Zinóviev, Kàmenev i els seus col·laboradors va ser notable, car cap Vell Bolxevic, i molt menys de tant prominents, havien estat jutjats i afusellats pel govern de Stalin fins aquell moment.
Kàmenev, Zinóviev i els seus companys van ser formalment exculpats de tots els càrrecs pel govern soviètic el 1988, durant la perestroika.

## Destí de la seva família
Després de l'execució de Kàmenev, la seva família patí una sort semblant. El segon fill de Kàmenev, Y.L. Kàmenev va ser executat el 30 de gener de 1938, amb només 17 anys. El seu fill gran, A.L. Kàmenev, oficial de la Força Aèria Roja, va ser executat el 15 de juliol de 1939, als 33 anys. La seva primera esposa, Olga, va ser afusellada l'11 de setembre de 194 per ordre de Stalin, al bosc de Medvédev, als afores d'Orel, juntament amb Christian Rakovski, Maria Spiridonova i 160 prominents presoners polítics més. Només el seu fill petit, Vladímir Glevov, va sobreviure a les presons estalinistes i als camps de treballs.